# Hockey Club Asiago 1989-1990
Questa pagina contiene i dati relativi alla stagione hockeystica 1989-1990 della società di hockey su ghiaccio HC Asiago.

## Campionato
- Piazzamento: 2° in serie A1 (perde la finale scudetto col Bolzano).

## Roster

### Portieri
- Mike Zanier
- Giampietro Stella
- Sergio Forte

### Difensori
- Sandro Baù
- Paolo Cantele
- James Camazzola
- Luigi Finco
- Gaetano Miglioranzi

?

### Attaccanti
- Cliff Ronning
- Santino Pellegrino
- Ken Yaremchuk
- Mario Simioni
- Andrea Gios
- Mauro Cera
- Alessandro Rigoni
- Franco Vellar
- Fabio Rigoni
- Mark Cupolo
- Stefano Segafredo
- Vittorio Lievore

### Allenatore
Ron Chipperfield